# Torment (1924)
Torment is een Amerikaanse dramafilm uit 1924 onder regie van Maurice Tourneur. Destijds werd de film in Nederland uitgebracht onder de titel De verschrikking. De film is wellicht zoekgeraakt.

## Verhaal
Tijdens de Revolutie ontvlucht graaf Boris Rusland met de kroonjuwelen. Hij wil de juwelen verkopen en met de opbrengst zijn landgenoten helpen. Een dievenbende wil de juwelen bemachtigen om ze te verkopen aan een miljonair. 

## Rolverdeling
| Acteur         | Personage          |
| -------------- | ------------------ |
| Owen Moore     | Hansen             |
| Bessie Love    | Marie              |
| Jean Hersholt  | Boris              |
| Joseph Kilgour | Charles G. Hammond |
| Maude George   | Mevrouw Hammond    |
| Morgan Wallace | Jules Carstock     |
| George Cooper  | Chick Fogarty      |